# Jorge Arturo Reina

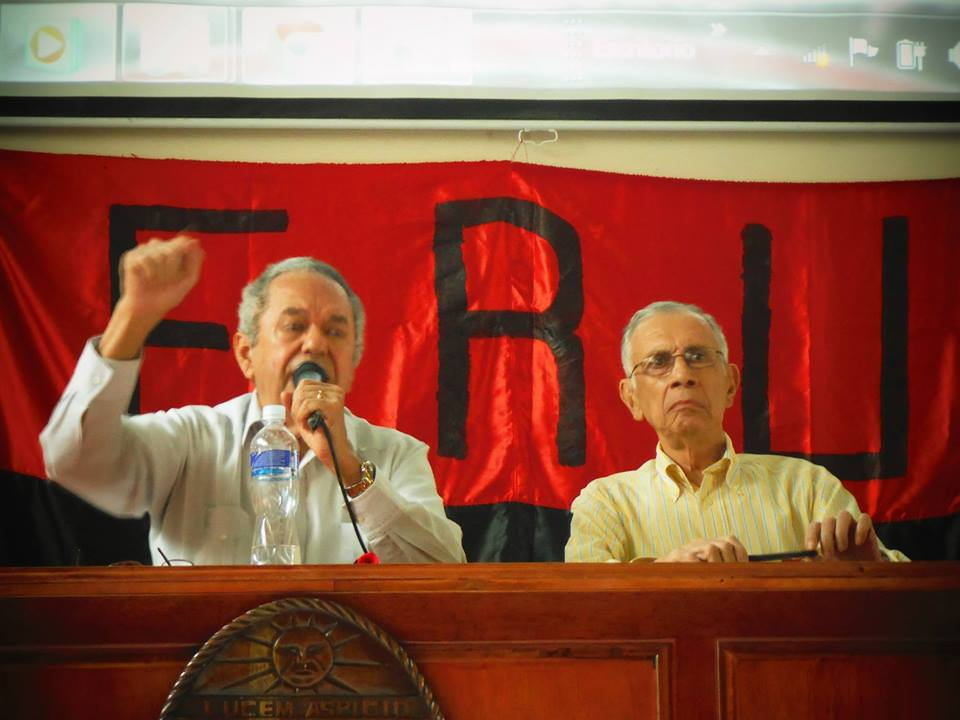
Jorge Arturo Renia en Anibal Delgado Fiallos

Jorge Arturo Reina Indiáquez (1938) is een Hondurees politicus. Hij is de jongere broer van Carlos Roberto Reina Indiáquez (1926-2003), president van Honduras van 1994 tot 1998.
Jorge Arturo Reina is lid van de Liberale Partij van Honduras (Partido Liberal de Honduras) en behoort tot de linkervleugel van de partij. In de jaren 70 trachtte hij met zijn broer de PLH in sociaaldemocratische richting te stuwen. Toen dit mislukte en Jorge en zijn broer uit het partijbestuur (CCE) waren gezet (1983) richtten zij de Revolutionaire Democratische Liberale Beweging (Movimiento Liberal Democrático Revolucionario) binnen de PLH op. De rechtervleugel van de PLH bleef echter domineren, met onderbreking van het presidentschap van Carlos Roberto Reina (1994-1998).
In 2006 werd hij minister van Binnenlandse Zaken onder president Manuel Zelaya (PLH).

## Verwijzingen
1. ↑  The Dictionary of Contemporary Politics of Central America and the Caribbean, door: Phil Gunson, Greg Chamberlain en Andrew Thompson, blz. 196 (1991)
2. ↑  idem